# E. Elias Merhige
Edmund Elias Merhige (ur. 1964 w Nowym Jorku) – amerykański reżyser filmowy.
Pochodzi z Brooklynu. Podpisuje się inicjałem pierwszego imienia. Najbardziej znanym jego filmem jest Cień wampira z 2000 roku. Opowiada on o realizacji klasycznego horroru Nosferatu – symfonia grozy. Grającego Nosferatu aktora Maksa Schrecka zagrał Willem Dafoe, reżysera Friedricha Wilhelma Murnaua John Malkovich. Realizował teledyski (m.in. Marilyn Manson).

## Reżyseria
- Implosion (1983)
- Spring Reign (1984)
- A Taste of Youth (1985)
- Begotten (1991)
- Cień wampira (Shadow of the Vampire 2000)
- Suspect Zero (2004)
- Din of Celestial Birds (2006)